# Randy Savage
Randall Mario Poffo (Columbus, Ohio, 15 de noviembre de 1952-Seminole, Florida, 20 de mayo de 2011), conocido como «Macho Man» Randy Savage, fue un luchador profesional estadounidense. Savage alcanzó la fama en la World Wrestling Federation (WWF), donde fue una de sus más importantes estrellas a finales de los 80 y principios de los 90. Luego, se fue a la World Championship Wrestling (WCW), donde también tuvo gran éxito hasta su retiro a principios de 2000. También estuvo una breve temporada en la empresa Total Nonstop Action Wrestling (TNA). Durante gran parte de su carrera estuvo acompañado por su esposa, Miss Elizabeth, quien fungía como su manáger.
A lo largo de su carrera, fue seis veces Campeón Mundial, al obtener cuatro reinados como Campeón Mundial Peso Pesado de WCW y dos reinados como Campeón de WWE. Además, fue el ganador del King of the Ring en 1987 y del World War 3 en 1995. En 2015, casi 4 años después de su muerte, Savage fue incluido por Hulk Hogan al Salón de la Fama de la WWE.

## Carrera

### Inicios (1973-1985)

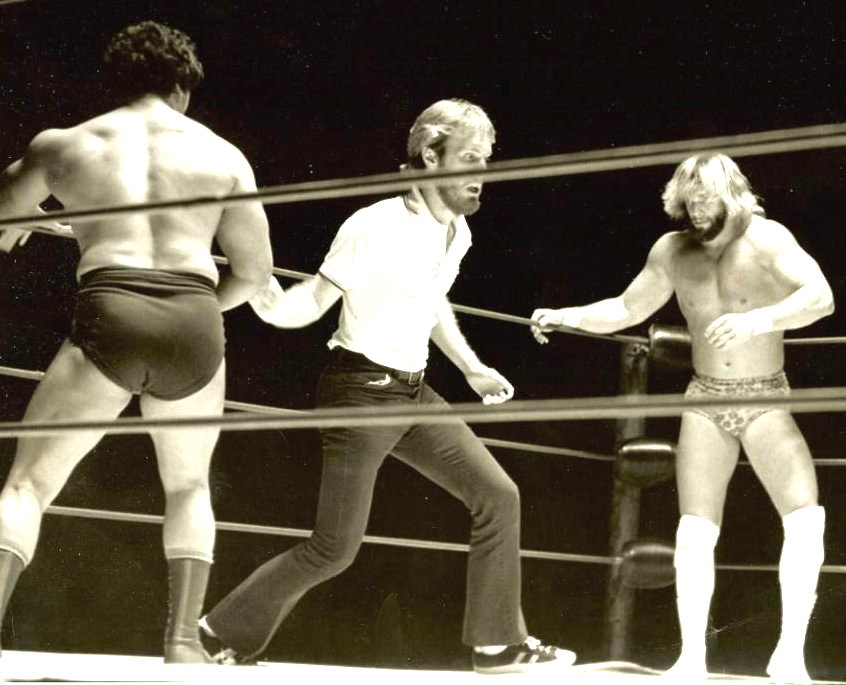
Savage (derecha) enfrentándose a Roberto Soto en una lucha llevada a cabo en Macon, Georgia el 23 de agosto de 1977.

La primera aparición de Poffo en la lucha libre profesional fue en 1973, compaginándolo con una carrera como jugador de baseball. Su primer personaje fue The Spider, muy similar al superhéroe Spider-Man. Más tarde usaría su verdadero nombre, pero el booker de Georgia Championship Wrestling (GCW) Ole Anderson le sugirió cambiárselo a Randy Savage, quien dijo que el nombre Poffo no se ajustaba a una persona que "peleaba como un salvaje". Eventualmente, decidió terminar su carrera como jugador de baseball y ser un luchador a tiempo completo junto a su hermano y su padre. Tuvo su primera lucha contra the "Golden Boy" Paul Christy. Trabajó con su padre y su hermano en Míchigan, the Carolinas, Georgia, the Maritimes y en el territorio del Este de Tennessee de Nick Gulas.
Después de un tiempo, su padre decidió irse a otra promoción, ya que sus hijos no avanzaban en su carrera, así que fundaron una promoción propia, a la que llamaron International Championship Wrestling (ICW), donde ganó el Campeonato Mundial Peso Pesado de ICW tres veces. Después de que se disolviera la empresa, Randy y Lanny entraron en la empresa de Jerry Lawler, la Continental Wrestling Association. En esa empresa, empezó un feudo con Lawler sobre el Campeonato Sureño Peso Pesado de la AWA. También hizo equipo con Lanny para enfrentarse a The Rock 'n' Roll Express. Durante su feudo, el 25 de junio de 1984, lesionó a Ricky Morton (Kayfabe) al aplicarle una piledriver en una mesa. A finales de año, cambió a face y se alió con Lawler contra el stable de Jimmy Hart, la First Family, pero volvió a cambiar a heel al atacar a Lawler a finales de 1985 y reanudaron su feudo. Finalmente, Lawler le derrotó en un Loser Leaves Town match el 8 de junio.

### World Wrestling Federation

#### Campeón Intercontinental de Peso Pesado (1985-1987)
En junio de 1985, firmó con World Wrestling Federation de Vince McMahon. En una de sus primeras apariciones en la empresa en Tuesday Night Titans, todos los managers de la empresa le ofrecieron sus servicios, incluyendo Bobby Heenan, Jimmy Hart y "Classy" Freddie Blassie. Sin embargo, rechazó todas las ofertas e introdujo a su nueva mánager, la debutante Miss Elizabeth. Tuvo su primera lucha por el Campeonato Mundial Peso pesado de la WWF el 28 de septiembre de 1985 contra Hulk Hogan, pero fue derrotado. Hizo su debut en un PPV en el evento The Wrestling Classic el 7 de noviembre de 1985, donde participó en un torneo, en el cual derrotó a Ivan Putsky en la primera ronda, a Ricky "The Dragon" Steamboat en la segunda y a Dynamite Kid en la semifinal, pero perdió en la final ante Junkyard Dog.
A finales de 1985, empezó un feudo con el Campeón Intercontinental Tito Santana alrededor del título. En Saturday Night's Main Event el 2 de noviembre de 1985, intentó conquistar el título, pero ganó el combate por cuenta de fuera, por lo que el título no cambió de manos. Se pactó entonces una revancha el 24 de febrero de 1986 (grabada el 8 de febrero) en una edición de Prime Time Wrestling, donde ganó el Campeonato Intercontinental de la WWF en el Boston Garden tras usar un objeto metálico que llevaba en su ropa para golpear a Santana.
A principios del año empezó un feudo con George Steele alrededor del Campeonato Intercontinental cuando el 4 de enero de 1986 en Saturday Night's Main Event, cuando Steele casi atropella a Miss Elizabeth. En WrestleMania 2, derrotó a Steele, reteniendo el título. El 3 de enero de 1987 en Saturday Night's Main Event, volvió a derrotarlo en otra lucha por el campeonato.
Tras esto, empezó un feudo con Ricky Steamboat, el cual culminó en una lucha entre ambos por el título en WrestleMania III. Después de 19 cuentas fallidas, Steamboat lo derrotó con la ayuda de Steele, quien le hizo perder el equilibrio cuando estaba en la tercera cuerda, perdiendo el título. Esta lucha fue ensayada concienzudamente, en oposición a las luchas improvisadas de ese momento. Ambos luchadores practicaron el día anterior del combate en la casa de Savage en Florida. Esta lucha fue premiada en 1987 con los premios de Lucha del año por parte de Pro Wrestling Illustrated y Wrestling Observer. Todavía hasta el día de hoy, muchos expertos la consideran como una de las mejores luchas en la historia de WWE.

#### Campeón de WWF (1987-1989)
Luego participó en el torneo del King of the Ring, donde derrotó a Nikolai Volkoff, Jim Brunzell y a Danny Davis para llegar a la final, donde derrotó a King Kong Bundy, ganando el torneo. Savage cambió a face a finales de 1987 después de ir recibiendo reacciones cada vez más positivas. También empezó un feudo con The Honky Tonk Man después de que se proclamara el "mejor Campeón Intercontinental de todos los tiempos". Durante el feudo, en un evento de Saturday Night's Main Event celebrado en octubre de 1987, se unió a Hulk Hogan cuando Elizabeth le trajo para que lo salvara de una paliza por parte de los camaradas de Jimmy Hart, The Honky Tonk Man y The Hart Foundation, estableciéndose como un equipo regular conocido como The Mega Powers. Su feudo con Honky Tonk Man culminó en una lucha en el primer Survivor Series, donde junto a Jake Roberts, Steamboat, Brutus Beefcake & Jim Duggan derrotaron a The Honky Tonk Man, Hercules, Danny Davis, Ron Bass & Harley Race.

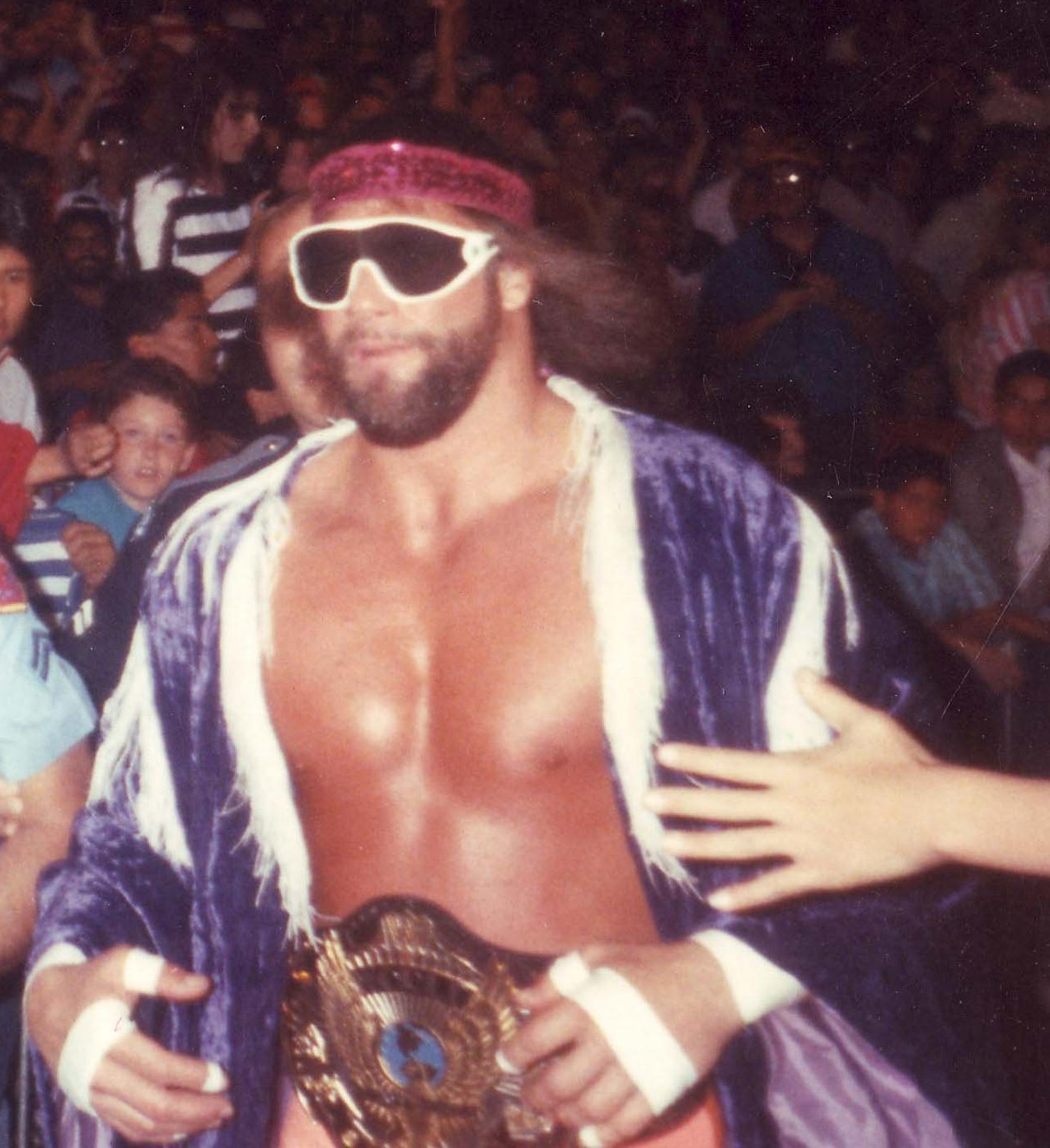
Savage ganó su primer Campeonato Mundial de la WWF en un torneo de 14-hombres en WrestleMania IV.

Después, continuó haciendo pareja con Hogan, dominando WWF durante los siguientes meses. En WrestleMania IV, ambos participaron en un torneo por el vacante Campeonato de la WWF. Mientras que Hogan fue descalificado junto a André the Giant en su primer combate, Savage derrotó a Butch Reed, Greg Valentine y One Man Gang para llegar a la final del torneo. En el último combate fue acompañado por Hogan para enfrentarse al otro finalista, Ted DiBiase, quien iba acompañado por André the Giant. Finalmente, derrotó a DiBiase, ganando su primer Campeonato de WWF.
A raíz de esto, The Mega Powers empezaron un feudo con The Mega Buck (DiBiase & André) en el cual DiBiase y André intentaron conseguir el título de Randy en varias ocasiones, sin éxito. Finalmente, los dos equipos se enfrentaron en SummerSlam, ganando The Mega Powers. En Survivor Series, The Mega Powers, Hércules, Koko B. Ware & Hillbilly Jim derrotaron a The Big Bossman, Akeem, DiBiase, Haku & The Red Rooster.
Sin embargo, a principios de 1989, empezó a haber fricciones entre los dos cuando Elizabeth empezó a acompañar a Hogan a sus combates como mánager, por lo que se puso celoso. En Royal Rumble, Hogan lo eliminó accidentalmente del Royal Rumble match y ambos empezaron a pelearse hasta que Elizabeth los separó. El 3 de febrero en The Main Event, cambió a heel al abandonar a Hogan durante un combate contra the Twin Towers.
En WrestleMania V, ambos se enfrentaron en el Main Event del evento por el Campeonato de WWF, pero fue derrotado por Hogan, terminando con su reinado de 371 días. Tras esto, sustituyó a Elizabeth por Sensational Sherri como su mánager y, junto a Zeus, se enfrentó a Hogan & Brutus Beefcake en SummerSlam, pero fue derrotado. Randy & Zeus se volvieron a enfrentar a Hogan & Beefcake en la revancha en un steel cage match en No Holds Barred, pero fueron derrotados de nuevo.

#### Macho King y retiro (1989-1991)
En septiembre de 1989, cambió su apodo de "Macho Man" a "Macho King" al derrotar a Jim Duggan por el título del King of the Ring (Duggan lo ganó al derrotar a Haku). Después, fue declarado como el nuevo "Rey de WWF" por The Genious y Ted DiBiase le regaló un cetro que usaría para atacar a sus rivales en numerosos combates. Su feudo con Duggan continuó hasta Survivor Series, donde The King's Cout (Savage, Canadian Earthquake, Dino Bravo & Greg Valentine) derrotaron a The 4x4's (Duggan, Bret Hart, Ronnie Garvin & Hercules). Luego, se enfrentó de nuevo a Hogan por el Campeonato de WWF el 23 de febrero de 1990 en The Main Event, pero volvió a ser derrotado.
En Royal Rumble comenzó un feudo con the "Common Man" Dusty Rhodes después de que le eliminara de la Battle Royal, terminando en WrestleMania VI en un Mixted Tag Team match entre él y Sherri contra Rhodes & Sapphire, siendo derrotado. A pesar de esto, tuvieron otro combate, esa vez individual, en SummerSlam, donde consiguió derrotar a Rhodes.

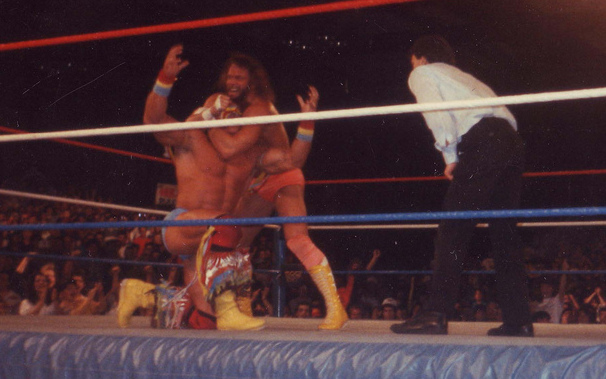
Savage durante un combate contra The Ultimate Warrior, quien lo retiro en WrestleMania VII.

A finales de 1990, empezó un feudo con el entonces Campeón de la WWF The Ultimate Warrior al retarle a una lucha por su título en Royal Rumble, pero su desafío fue rechazado al nombrar a Sgt. Slaughter como retador. En el evento, atacó a Warrior antes de empezar el combate, causando su derrota. Tras esto, se pactó una lucha entre ambos en WrestleMania VII, con la condición de que el luchador que perdiera debía retirarse de la lucha libre profesional. En el evento, fue derrotado por Warrior, por lo que tuvo que retirarse de la lucha. Después de su derrota fue atacado por Queen Sherri. Este ataque fue demasiado para Miss Elizabeth, quien se encontraba entre el público, por lo que subió al ring, se peleó con Sherri y se reunió con él en lo que se convirtió en uno de los momentos más recordados en la historia de WWE.

#### Comentarista y reincorporación luchística (1991-1994)

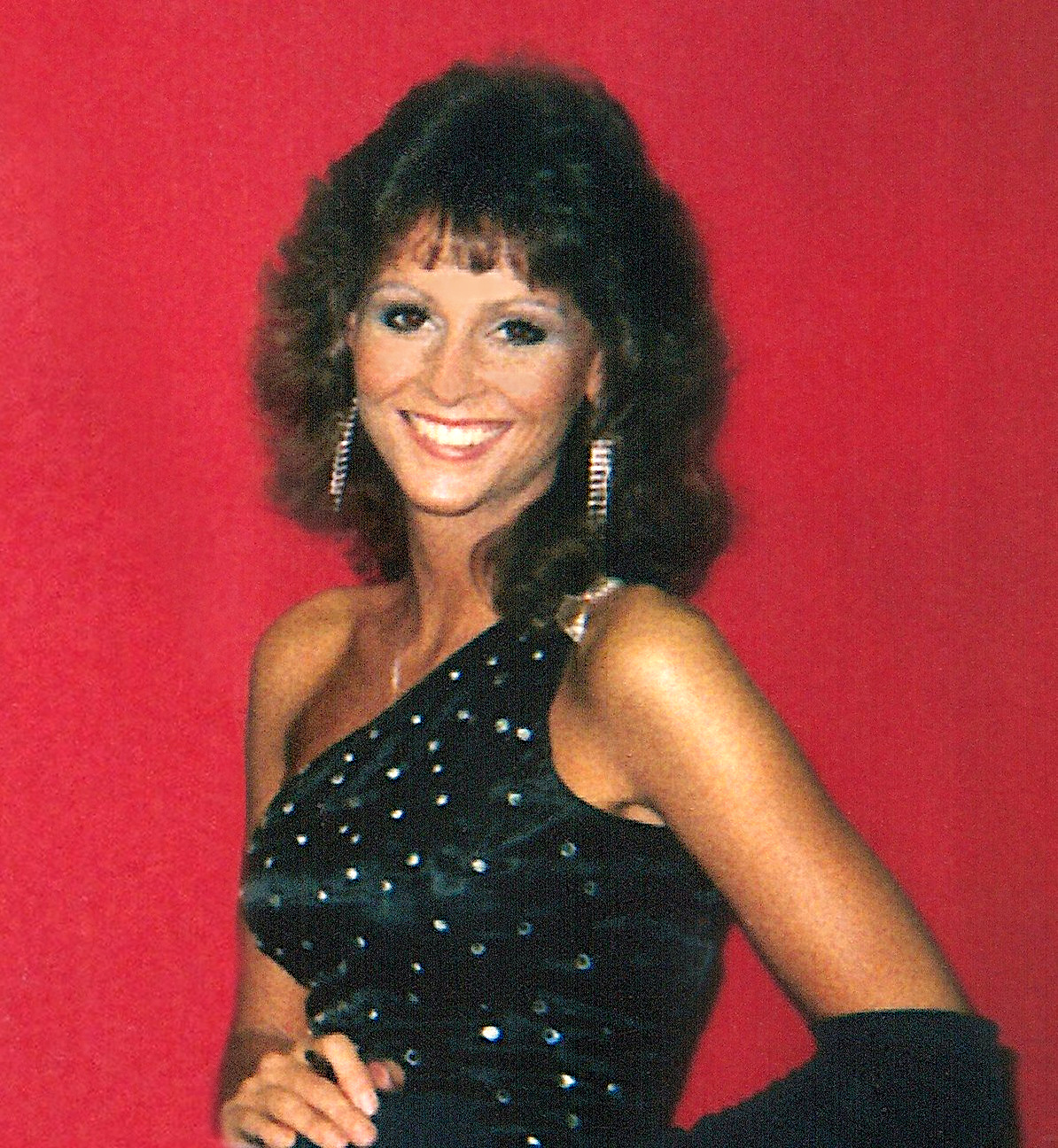
Miss Elizabeth Hulette, la primera esposa de Savage.

A pesar de retirarse, continuó apareciendo en televisión como comentarista con el gimmick de Macho Man. Durante este período, continuó su historia de romance con Miss Elizabeth, a quien pidió matrimonio en SummerSlam. En la edición de Prime Time Wrestling antes de SummerSlam, se celebró su fiesta de despedida de soltero, durante la cual apreció el heel Jake Roberts.
En la ceremonia, Roberts y su nuevo aliado, The Undertaker irrumpieron en la boda trayendo una serpiente viva dentro de un regalo. Cuando Miss Elizabeth lo abrió, la serpiente la atacó y The Undertaker noqueó a Savage con una urna. Tras esto, su amigo Sid Justice corrió a salvarles. Debido a que no podía luchar por su retiro, empezó una campaña para que le incorporaran de nuevo como un luchador activo para enfrentarse a Roberts, pero el presidente de WWF, Jack Tunney, lo rechazó. Mientras tanto, Roberts siguió provocándole durante sus promos. El 21 de octubre de 1991, durante un evento de WWF Superstars of Wrestling Roberts lo atacó y le enroscó una serpiente viva en su brazo.
Entonces, Randy pidió a los fanes que convencieran a Tunney para que le devolviera su puesto como luchador, por lo que solían corear "Reinstatement! That's the plan! Reinstate the Macho Man!" (en español, ¡Reinstalación! ¡Ese es el plan! ¡Reinstalar al Macho Man!). Como respuesta, Tunney le dejó volver a competir y se pactó una lucha entre los dos en This Tuesday in Texas, la cual ganó. Ambos continuaron con su feudo durante el resto del año, enfrentándose en Royal Rumble, donde consiguió eliminar a Roberts. Finalmente, se enfrentaron el 8 de febrero de 1992 en Saturday Night's Main Event, donde volvió a ganar. Después del combate, Roberts intentó atacar a él y a Elizabeth, pero fue detenido por The Undertaker.
Después de eso, empezó un feudo con el Campeón de la WWF Ric Flair, ya que él dijo que se había acostado con su mujer, llegando al punto de que enseñó fotos en las que se les veían juntos. Este feudo culminó con un combate por el título en WrestleMania VIII, el cual ganó, consiguiendo así su segundo Campeonato de WWF. Sin embargo, Randy y Elizabeth se separaron el 18 de septiembre en la vida real, haciendo Elizabeth su última aparición en WWE el 19 de abril de 1992. Sin embargo, la historia en televisión se mantuvo intacta hasta que se emitió la última aparición de Elizabeth en junio de 1992. Durante este tiempo, WWF Magazine publicó fotos de Randy y Elizabeth juntos, las cuales eran idénticas a las fotos de Flair y Elizabeth, revelándose que Flair había trucado las fotos.
Durante su defensa titular en SummerSlam ante The Ultimate Warrior, Flair y Mr. Perfect acudieron al combate para atacarlo, haciendo que perdiera el combate por cuenta de fuera, pero reteniendo el título. Después, Warrior lo ayudó a regresar a su camerino. El 14 de septiembre en Prime Time Wrestling (grabado el 1 de septiembre), perdió el Campeonato de WWF ante Flair debido a una interferencia de Razor Ramon.
Ambos se aliaron contra Flair & Perfect, siendo conocidos como The Ultimate Maniacs. El 8 de noviembre en Saturday Night's Main Event, intentaron conseguir el Campeonato en Parejas de la WWF de Money Inc. (Ted DiBiase & Irwin R. Schyster), pero ganaron por cuenta de fuera. Savage & Warrior se iban a enfrentar a Flair & Ramon en Survivor Series, pero su compañero fue despedido de la empresa semanas antes del evento, por lo que escogió a Mr. Perfect como sustituto. Perfect en un principio rechazó la oferta, pero alentado por su mánager Bobby Heenan, la aceptó. Ambos derrotaron a Flair & Ramon por descalificación.
Cuando Monday Night Raw empezó a transmitirse en enero de 1993, fue nombrado comentarista del programa junto a Vince McMahon y Rob Bartlett, quien sería sustituido más adelante por Bobby Heenan. También luchó ocasionalmente con luchadores como Doink the Clown, The Repo Man, Rick Martel o Crush. Participó en el Royal Rumble, donde fue el último eliminado por Yokozuna. Al final del combate, intentó realizar un pinfall, pero Yokozuna se zafó y le tiró por encima de la tercera cuerda. Volvió a luchar en Survivor Series, sustituyendo a Mr. Perfect en la lucha entre Marty Jannetty, Razor Ramon & The 1–2–3 Kid contra Irwin R. Schyster, Diesel, Rick Martel y Adam Bomb, yendo con el primer equipo y ganando el combate. También intervino en la lucha en la que participaba Crush, haciendo que lo eliminaran por cuenta de fuera. El año siguiente en Royal Rumble, entró como el #11, pero fue eliminado por Crush. Su última aparición en un evento PPV de WWF fue en WrestleMania X, donde derrotó a Crush en un Falls Count Anywhere match. Hizo algunas apariciones en la promoción de Jim Cornette Smoky Mountain Wrestling. También fue comentarista en el torneo King of the Ring e hizo su última aparición en la empresa como maestro de ceremonias en SummerSlam. A finales de octubre, terminó su contrato con la WWF y dejó la promoción para firmar con la empresa rival, World Championship Wrestling (WCW). Finalmente fue despedido en RAW el 7 de noviembre por McMahon.

### World Championship Wrestling

#### Reunión de los Mega Powers (1994-1995)
Poco después firmó con WCW, y su primera aparición fue el 3 de diciembre de 1994 en la edición de Saturday Night antes de Starrcade. Se refirió a la relación "amor/odio" que tuvo con Hulk Hogan, el entonces Campeón Mundial Peso Pesado de la WCW. Luego salvó a Hogan de un ataque por parte de los 3 Faces of Fear y estrechando la mano de su amigo y rival. Su primer feudo en WCW fue en contra de Avalanche. En SuperBrawl V, se unió a Sting para enfrentar a Avalanche y Big Bubba Rogers en una pelea por equipos donde consiguieron la victoria. Sin embargo, su encuentro con Avalanche continuó y terminó en Uncensored, consiguiendo la victoria por descalificación después de que un supuesto espectador, quien resultó ser Ric Flair vestido de mujer, le atacó. Esto reanudó el feudo que él y Flair tuvieron antes.
Participó en el torneo por el Campeonato Peso Pesado de los Estados Unidos de la WCW donde derrotó a The Butcher en la primera ronda y a "Stunning" Steve Austin en los cuartos de final. Luego intervino en el combate de Flair contra Alex Wright, atacando a Flair y causando la descalificación de Wright, y así quedando pactada la lucha de semifinal del torneo entre él y Flair en la que el ganador se enfrentará al ganador de la lucha entre Sting y Meng por el Campeonato de los Estados Unidos en junio de 1995, para el evento The Great American Bash. El combate de semifinales contra Flair no se llevó a cabo, debido a que ambos pelearon entre bastidores antes del combate, por lo que fueron eliminados del torneo. Como consecuencia tuvieron su propio combate al final del evento principal, lucha en la que Flair salió victorioso. Poco después derrotó a Flair en un Lifeguard Lumberjack match en Bash at the Beach. Más tarde ese año, durante una parte del storyline en el que Arn Anderson y Ric Flair se tornaron uno contra el otro, Flair (buscando un socio para enfrentar a Anderson y Brian Pillman en un combate por equipos) trató de reclutarlo para ser su socio. Recordando la rivalidad (y cómo Flair había atacado a su padre, Angelo Poffo, que fue el catalizador de su feudo en mayo), él se negó.

#### Campeón Mundial de Peso Pesado de WCW (1995-1996)
En World War 3, obtuvo su primer Campeonato Mundial Peso Pesado de la WCW al ganar el primer Three Ring 60man Battle Royal. Perdió el título ante Flair un mes más tarde en Starrcade 1995: World Cup of Wrestling; después de una lucha donde derrotó a Hiroyoshi Tenzan. Ganó su segundo Campeonato Mundial Peso Pesado de la WCW contra Flair en la edición de Nitro del 22 de enero de 1996, pero al siguiente mes perdió el título nuevamente ante Flair en un steel cage match en SuperBrawl VI.
En enero de 1996, trajo una vez más para WCW con Elizabeth como su valet, pero se volvió contra él en su última derrota titular contra Flair. A partir de entonces, Flair afirmó que Elizabeth le había dado una cantidad considerable de dinero de Randy, asumido en su acuerdo de divorcio, que Flair utilizó para crear una "sección VIP" en Monday Nitro. Continuó su feudo con Flair hasta junio de 1996. 

#### New World Order (1996-1998)
En Bash at the Beach, se formó nWo cuando Hulk Hogan se volvió contra él, Sting y Lex Luger y se unió a "The Outsiders", un equipo de exluchadores de WWF conformado por Kevin Nash y Scott Hall. Después de su creación, Savage se convirtió en uno de sus principales enemigos y fue uno de los líderes de los cruzados de WCW en contra de nWo antes de unirse a ellos un año más tarde. En Halloween Havoc se enfrentó a Hogan por el título de WCW, pero perdió cuando The Giant interfirió aplicando un chokeslam contra él.
Después de meses de abusos por parte de nWo, se unió a ellos en SuperBrawl VII, cuando ayudó a Hogan contra Roddy Piper a derrotarlo en una revancha del combate en Starrcade del año anterior. También se reunió con Elizabeth, que se había sumado a nWo meses atrás. Empezó un feudo con Diamond Dallas Page y su esposa Kimberly. Su pelea duró casi ocho meses que incluyó luchas por equipo, un No Disqualification match en Spring Stampede, un falls count anywhere match en The Great American Bash, y un Las Vegas Death match en Halloween Havoc.
A principios de 1998, comenzó un feudo con Lex Luger, que culminó en un combate que ganó Luger en Souled Out. Luger también ganó la revancha entre los dos en SuperBrawl VIII. Cuando Hogan no pudo recuperar su título "nWo" contra Sting, fue el turno de él, y llegó su oportunidad en Spring Stampede. Hogan intentó asegurarse de que no ganara el título porque sentía que él era el único miembro de la nWo que debía ser Campeón del Mundo, ya que él era el líder del stable. Con la ayuda de Nash, venció a Sting por su tercer Campeonato Mundial Peso Pesado de la WCW, sin embargo se desgarró el ligamento de la rodilla durante el combate. La noche siguiente en Nitro, Hogan se enfrentó a Randy por el campeonato. Durante un tiempo parecía que Hogan lo tenía vencido, pero para la segunda noche consecutiva, Nash llegó en su ayuda, con un powerbomb contra Hogan. Randy trató de sacar provecho de esto, pero una interferencia de Bret Hart atacándole, preservó la victoria de Hogan. Luego se unió a Nash y otros para formar la nWo Wolfpac, una división del grupo de Hogan, que se conoció como nWo Negro y Rojo (Wolfpac) y nWo Blanco y Negro (Hollywood). Savage pasó a tener dos feudos al mismo tiempo contra Bret Hart y Roddy Piper.
Después de la edición del 15 de junio de Nitro, se tomó un descanso de la compañía para recuperarse de por lo menos dos cirugías en la rodilla. Hizo sólo una aparición más en 1998, ayudando a Ric Flair para que derrote a Eric Bischoff por la Presidencia de WCW el 28 de diciembre de 1998 en Monday Nitro.

#### Team Madness (1999-2000)
Cuando regreso en abril de 1999, debutó con una nueva imagen y tema musical, luciendo un nuevo peinado de cola de caballo, pendientes, y una nueva actitud de villano, así como la introducción de su entonces novia de 22 años de edad, Gorgeous George como su valet. Su primera acción fue como el árbitro invitado en el evento principal de Spring Stampede, que fue ganado por Diamond Dallas Page. Por un corto tiempo después, interfirió en los combates de DDP para asegurarse de que Page mantenga su título mundial, pero cuando Kevin Nash le ganó el campeonato en Slamboree, Savage fue tras el título. Fue en esa época que Madusa y Miss Madness se unieron a Macho Man como sus otras dos valets, y juntos fueron conocidos como Team Madness.
En The Great American Bash, Sid Vicious regresó a WCW y lo ayudó atacando a Kevin Nash. Esto llevó a una lucha en parejas en Bash at the Beach entre Nash y Sting contra él y Sid Vicious, en el que quede ganador tendría el título mundial de WCW. Así ganó su cuarto y último Campeonato Mundial Peso Pesado de la WCW cuando cubrió a Nash. Su último reinado como campeón no duró mucho tiempo. La noche siguiente en Nitro, perdió el título ante un regreso de Hollywood Hogan, cuando Nash interfirió aplicando un powerbomb (en una situación de reversión respecto al año anterior, en el que Nash había atacado a Hogan para ayudar a mantener sin éxito su título).
Team Madness comenzó lentamente a disolverse, después que Madusa y Miss Madness comenzaron a luchar entre sí sobre quién era responsable de la pérdida de su título. Pronto se separó de ambas y comenzó un feudo con Dennis Rodman, derrotándolo en Road Wild. Hizo su última aparición para WCW en Thunder el 3 de mayo de 2000, donde participó en el battle royal de 41 hombres por una oportunidad titular en The Great American Bash.

### Total Nonstop Action Wrestling (2004)
Hizo su regreso a la lucha libre profesional en el evento Victory Road, realizado por Total Nonstop Action Wrestling (TNA), donde apareció luego de un combate entre Jeff Jarrett y Jeff Hardy, confrontando al primero mencionado. En Turning Point, hizo equipo con Hardy y A.J. Styles para derrotar a los Kings of Wrestling (Jarrett, Kevin Nash y Scott Hall).
Savage dejó TNA el 8 de diciembre, luego de estar en desacuerdo con el final del combate que se realizaría en evento principal de Final Resolution, el cual sería una contienda contra Jarrett por el Campeonato Mundial Peso Pesado de NWA de Jarrett.

## Otros medios
Poffo fue una de las figuras publicitarias más populares de Slim Jim de mediados de los 90. Su frase era "Snap into a Slim Jim, oooooh yeah!" En 1998, aceptó un premio de la sociedad de humor Harvard Lampoon de la Universidad de Harvard como Hombre del año.
En 2002, hizo una aparición en la película Spider-Man como el luchador Bonesaw McGraw, basado en el personaje de los cómics Crusher Hogan. Hizo otra aparición como sí mismo en la película Ready to Rumble e interpretó a Jim Davies en Velcro Revolver. También doblo la voz de "The Thug", un agente en la película Bolt de 2008 para Disney.
El 7 de octubre de 2003, Savage lanzó un álbum de rap titulado "Be a Man". El álbum incluyó un homenaje a su amigo Mr. Perfect (Curt Hennig), así como una canción contra Hulk Hogan. Savage promovió Be A Man con una gira musical, incluyendo a los luchadores Brian Adams como su guardaespaldas y a Ron Harris como su mánager. Durante su gira, anunció que grabaría un segundo álbum y que tendrían más registros, sin embargo, nunca fue lanzado.
En 2009 el hizo la voz en el videojuego de la película de Disney Pixar Cars, Race o Rama representando al Machismo, un auto rudo y de actitud fuerte, la idea era adaptarlo a él como un auto.

## Vida personal
Poffo era hijo del luchador Angelo Poffo y Judith Sverdlin. Judith era de origen judío, mientras que Angelo provenía de una familia italoamericana. Poffo fue criado como católico. Su hermano menor, Lanny, también incursionó en la lucha libre.
Poffo se casó con Elizabeth Ann Hulette el 30 de diciembre de 1984, con la cual tuvo dos hijos. Más tarde se convirtió en su valet enWorld Wrestling Federation (WWF), bajo el nombre de Miss Elizabeth. Se separaron en el verano de 1992 y su divorcio concluyó el 18 de septiembre. El 10 de mayo de 2010, se casó por segunda vez, en esta ocasión con Barbara Lynn Payne.

## Muerte
Un año después de que falleciera su padre, El 20 de mayo de 2011, TMZ informó que Poffo había sufrido un ataque al corazón a las 9:25 a.m. en una autopista en Tampa, Florida antes de perder el control de su vehículo y chocar. Tras esto, su hermano, Lanny Poffo, confirmó su muerte. Acorde a la policía de Florida, Poffo conducía un Jeep Wrangler 2009 cuando se desvió hacia una isla de cemento en sentido contrario y colisionó contra un árbol." Su mujer Lynn, quien era la pasajera, sobrevivió con "heridas menores". Acorde a los oficiales, ambos llevaban abrochados los cinturones. La policía indicó que el exluchador pudo haber tenido una "situación médica" (ataque cardiaco) antes del accidente, pero el informe del choque no abundó al respecto.
Lanny Poffo, hermano del luchador en una entrevista concedida a Florida Bright House Sports Network confirmó que la causa de la muerte de Randy Savage se debió a una fibrilación ventricular y que de no ser por la rápida acción de su mujer hubiera causado una tragedia ya que ella logró desviar el Jeep contra el árbol para no estrellarse contra un motociclista y un autobús lleno de gente que pasaban a esa hora por el lugar.

## Homenajes y legado

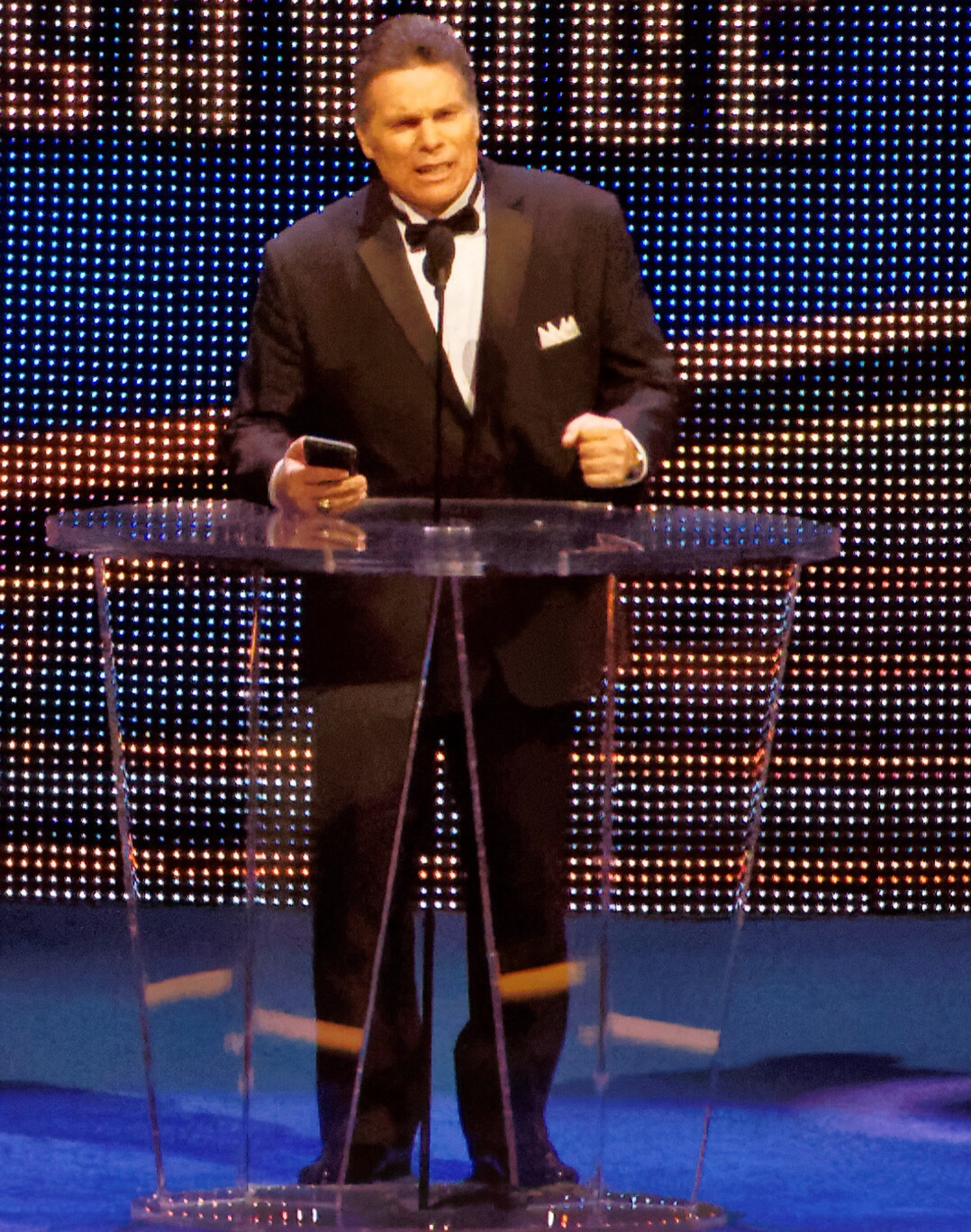
Savage fue representado por su hermano, Lanny Poffo, durante su inducción al Salón de la Fama de WWE en 2015.

Durante el evento Over The Limit 2011, celebrado poco después de su defunción, los luchadores Wade Barrett y CM Punk aplicaron su característico "Diving Elbow Drop" en su honor. Además, los eventos de RAW, SmackDown e Impact Wrestling, de WWE y TNA respectivamente de esa semana dedicaron los programas a su memoria y en RAW, Punk luchó con ropa rosa y amarilla, los colores de Savage. En el episodio de RAW emitido el 12 de enero de 2015 se anunció su inducción póstuma al Salón de la Fama de la WWE siendo inducido por su amigo Hulk Hogan y se emitió un documental sobre su vida en WWE Network.

## Campeonatos y logros
- Continental Wrestling Association
  - AWA Southern Heavyweight Championship (2 veces)[99]
  - CWA International Heavyweight Championship (1 vez)[100]
  - NWA Mid-America Heavyweight Championship (3 veces)[101]

- Grand Prix Wrestling
  - GPW International Heavyweight Championship (1 vez)[102]

- Gulf Coast Championship Wrestling
  - NWA Gulf Coast Tag Team Championship (1 vez) – con Lanny Poffo[103]

- International Championship Wrestling
  - ICW World Heavyweight Championship (3 veces)[104]

- United States Wrestling Association
  - USWA Unified World Heavyweight Championship (1 vez)[105]

- World Championship Wrestling
  - WCW World Heavyweight Championship (4 veces)[8]
  - WCW World War 3 (1995)
  - King of Cable Tournament (1995)[106]

- World Wrestling Council
  - WWC North American Heavyweight Championship (1 vez)[107]

- World Wrestling Federation/WWE
  - WWF Championship (2 veces)[6]
  - WWF Intercontinental Championship (1 vez)[108]
  - King of the Ring (1987)[9]
  - WWE Hall of Fame (2015)

- Pro Wrestling Illustrated
  - Luchador del año (1988)[109]
  - PWI Lucha del año - 1987, contra Ricky Steamboat (29 de marzo, WrestleMania III)
  - PWI Luchador más popular del año - 1988
  - PWI Luchador más odiado del año - 1989
  - PWI Regreso del año - 1995
  - PWI Feudo del año - 1997, contra Diamond Dallas Page
  - PWI Premio Stanley Weston - 2011
  - Situado en el Nº4 en los PWI 500 de 1991[110]
  - Situado en el Nº2 en los PWI 500 de 1992[111]
  - Situado en el Nº28 en los PWI 500 de 1993[112]
  - Situado en el Nº44 en los PWI 500 de 1994[113]
  - Situado en el Nº8 en los PWI 500 de 1995[114]
  - Situado en el Nº21 en los PWI 500 de 1996[115]
  - Situado en el Nº19 en los PWI 500 de 1997[116]
  - Situado en el Nº16 en los PWI 500 de 1998[117]
  - Situado en el Nº57 en los PWI 500 de 1999[118]
  - Situado en el Nº9 dentro de los 500 mejores luchadores de la historia - PWI Years, 2003[119]
  - Situado en el Nº57 dentro de los 100 mejores equipos de la historia - con Hulk Hogan; PWI Years, 2003[120]

- Wrestler Observer Newsletter
  - WON Lucha del año - 1987, contra Ricky Steamboat (29 de marzo, WrestleMania III)
  - WON Peor lucha del año - 1996, con Hulk Hogan vs. Ric Flair, Arn Anderson, Meng, The Barbarian, Lex Luger, Kevin Sullivan, Z-Gangsta & The Ultimate Solution (24 de marzo, Uncensored)
  - WON Mejor DVD de lucha libre profesional - 2009, Macho Madness: The Randy Savage Ultimate Collection